# Česká strana pokroková
Česká strana pokroková, zvaná realistická,  do roku 1906 známá jako Česká strana lidová, byla česká středová progresivní politická strana. Hlavním představitelem byl Tomáš Garrigue Masaryk. V roce 1906 byla strana po spojení s odštěpeneckým křídlem Radikálně pokrokové strany v čele s Aloisem Hajnem, zvaném Pokrokový občanský klub pro Pardubice a Chrudim, reorganizována pod novým názvem Česká strana pokroková. Po vypuknutí první světové války v roce 1914 byla zakázána a v roce 1917 byla strana obnovena. Na jaře 1918 se strana rozštěpila na křídlo, které vstoupilo do České státoprávní demokracie a křídlo s centrem na Moravě, které sloučení odmítlo a po říjnu 1918 stranu přejmenovalo na Československou stranu pokrokovou. Strana definitivně zanikla v lednu 1920.

## Realistické hnutí

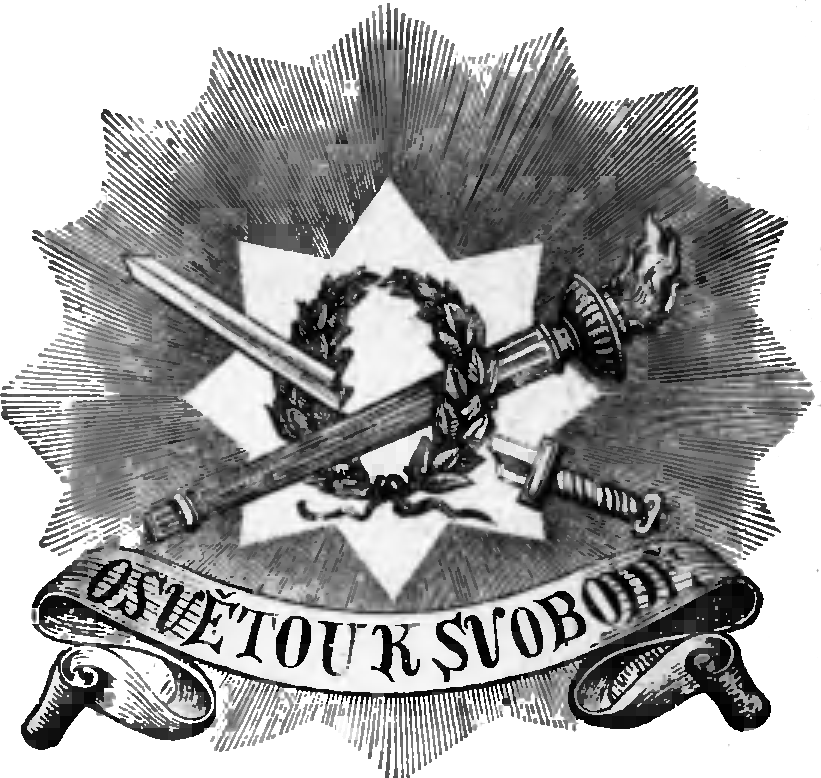
Znak realistických deníků Čas, Matice lidu a Osvěta lidu, které vedly k vytvoření strany

V 80. letech 19. století byli tři přední intelektuálové nespokojeni se stavem politického života, s neplodným soupeřením Národní strany (staročechů) a Národní strany svobodomyslné (mladočechů): realisté Josef Kaizl, Karel Kramář a Tomáš Garrigue Masaryk. Původně chtěli vstoupit k staročechům a změnit je, ale po punktacích, které Národní stranu smetly, vstoupili realisté do Národní strany svobodomyslné a udělali tam velkou kariéru.
Po Šromotově aféře v roce 1893 byl Masaryk z mladočeské strany vyloučen a ukončil svůj poslanecký mandát ve vídeňské Říšské radě. Na krátko odešel z politiky a plně se věnoval působení profesora na pražské Univerzitě včetně publikační činnosti (Česká otázka, Konkretní logika, Otázka sociální, Jan Hus, Karel Havlíček, Moderní člověk a náboženství a jiné knihy).

## Působení
V roce 1900 se Masaryk rozhodl ustavit samostatnou politickou stranu Českou stranu lidovou, zvanou všeobecně realisté. Jednou z hlavních příčin založení vlastní strany byl odmítavý postoj vůči rozsudku v tzv. Hilsnerově aféře, s nímž staročeši i mladočeši v té době souhlasili. Ustavující sjezd České strany lidové se konal do 31. března do 1. dubna 1900. Masaryk ve spolupráci s J. Gruberem, F. Drtinou a C. Horáčkem zkoncipoval její program, který posléze hojně propagoval v různých městech i mimo Prahu (Plzeň, Skuteč, Sušice, Strakonice, Písek, Vsetín, Valašské Meziříčí, Valašské Klobouky, Kladno, Kopřivnice, Kroměříž, Kyšperk, Modřany, Kolín, Velim, Jičín, Mělník, Nový Jičín, Příbor, Štramberk aj.). Tiskovým orgánem České strany lidové byl Čas redigovaný Janem Herbenem.
Dne 16. května 1905 se do politického tábora České strany lidové připojila skupina původně spojena s Radikálně pokrokovou stranou kolem deníku Osvěta lidu spojena s redaktorem Aloisem Hajnem, čímž vytvořili stranu s novým názvem Česká strana pokroková.
Po roce 1914 byla strana jednou z hlavních politických sil prvního československého zahraničního odboje. V průběhu války byla strana úřady rozpuštěna a řada jejich členů byla odsouzena. 

## Zánik
V důsledku pokusů císaře Karla I. o usmíření s českou společností a díky amnestii řady českých osobností, jako bylo propuštění Karla Kramáře v červenci 1917, proběhlo určité politické uvolnění, umožňující opětovné obnovení činnosti strany. V prosinci 1917 bylo rozhodnuto o utvoření sjednocené strany českých občanských stran. České vedení strany pak v únoru 1918 rozhodlo o splynutí s Českou státoprávní demokracií. To ale odmítala jiná část členů, reprezentována moravským vedením strany a Cyrilem Duškem v Čechách, kteří sloučení odmítli. Toto křídlo začalo spolupracovat s národními socialisty, se kterými jejich strana utvořila koalici v komunálních volbách v roce 1919. 6. ledna 1920 bylo sjezdem strany rozhodnuto o rozpušení strany a sloučení do Československé strany socialistické, které se definitivně uskutečnilo před volbami v březnu 1920. Historický odkaz hnutí pak hájil spolek Realistický klub.
V roce 1925 pak založil Inocenc Arnošt Bláha z Realistického klubu novou československou stranu pokrokovou (1925–1928).

## Vývoj názvu
- Česká strana lidová (1900–1906)
- Česká strana pokroková (1906–1918)
- Československá strana pokroková (1918–1920)

## Volební výsledky
Pozice je určena dle počtu získaných hlasů.

### Říšská rada
| Volby | Hlasy  | Hlasy | Mandáty | Mandáty | Pozice |
| Volby | Abs.   | %     | Abs.    | ±       | Pozice |
| ----- | ------ | ----- | ------- | ------- | ------ |
| 1907  | 14 704 | 0.3   | 2/516   | ▲2      | ▲41.   |
| 1911  | 39 427 | 0.9   | 1/516   | ▼1      | ▲26.   |

### Český zemský sněm
| Volby | Hlasy | Hlasy | Mandáty | Mandáty | Pozice |
| Volby | Abs.  | %     | Abs.    | ±       | Pozice |
| ----- | ----- | ----- | ------- | ------- | ------ |
| 1901  | 534   | 0.2   | 0/242   | ▬0      | ▲      |
| 1908  | 3 126 | 0.8   | 1/242   | ▲1      | ▲17.   |